# Tetsuo Sugamata
Tetsuo Sugamata (Prefectura de Tochigi, Japó, 29 de novembre de 1957) és un exfutbolista japonès.

## Selecció japonesa
Tetsuo Sugamata va disputar 23 partits amb la selecció japonesa.